# Shorea peltata
Shorea peltata är en tvåhjärtbladig växtart som beskrevs av Symington. Shorea peltata ingår i släktet Shorea och familjen Dipterocarpaceae. Inga underarter finns listade i Catalogue of Life.

## Bildgalleri

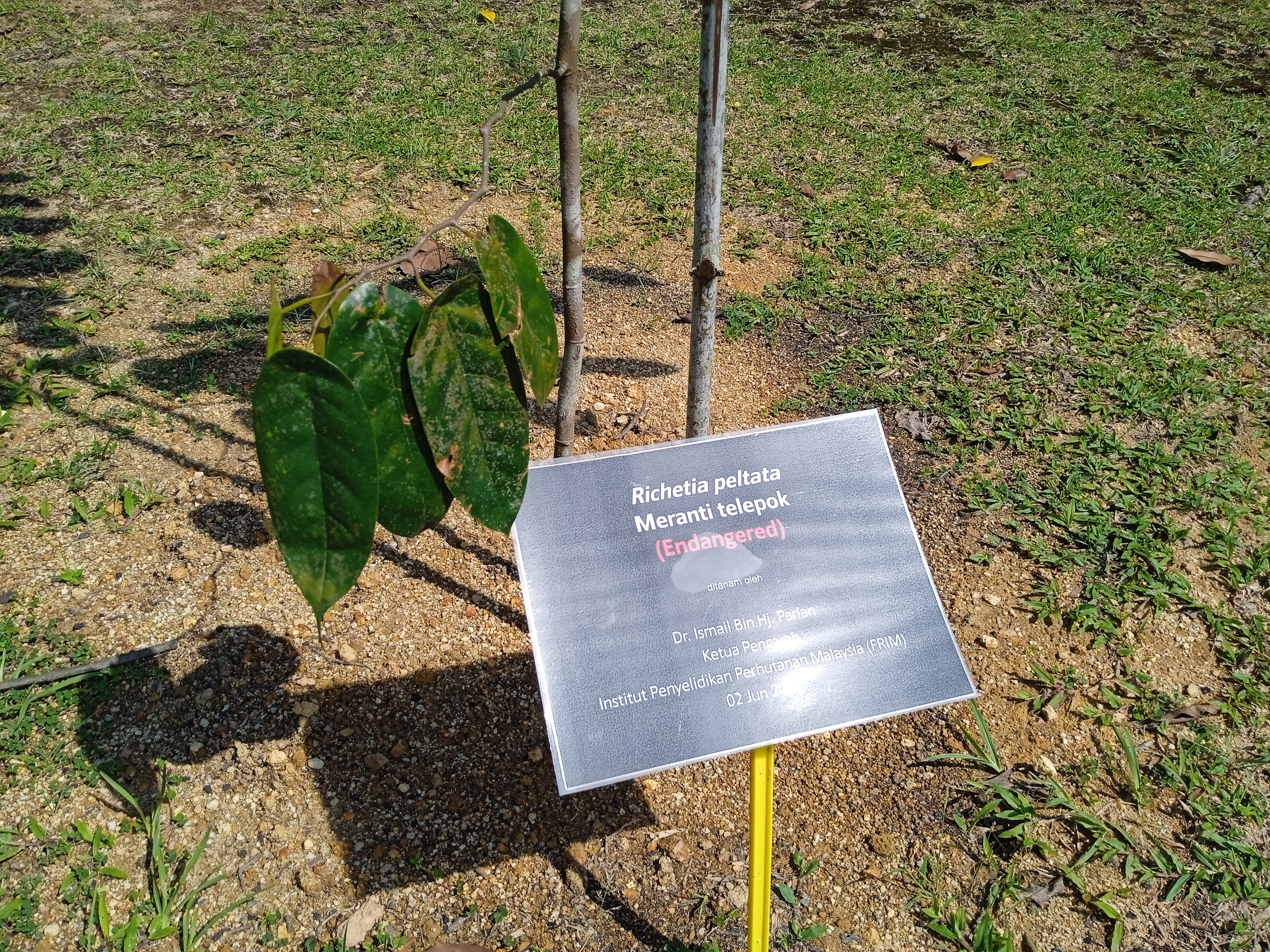
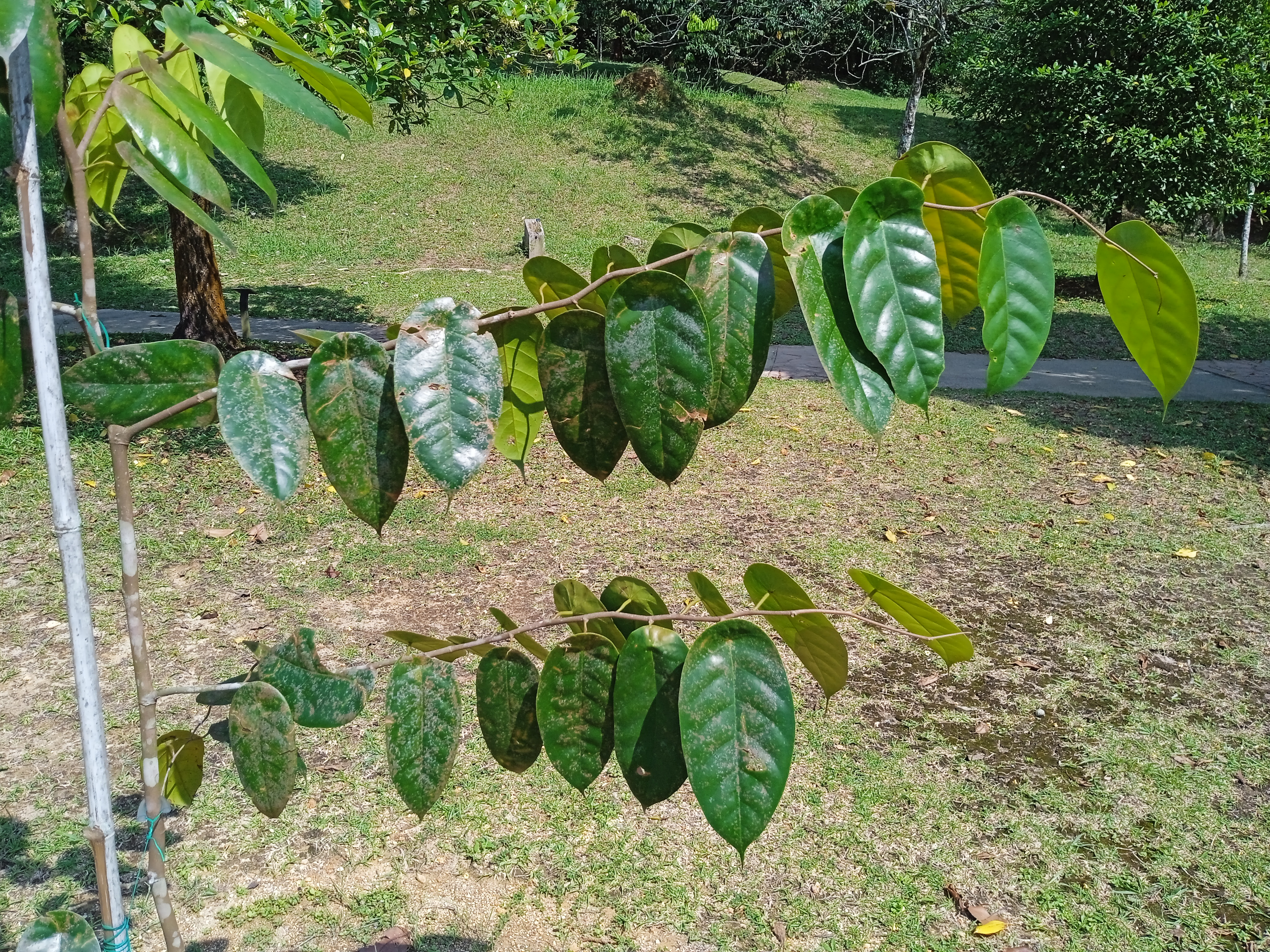
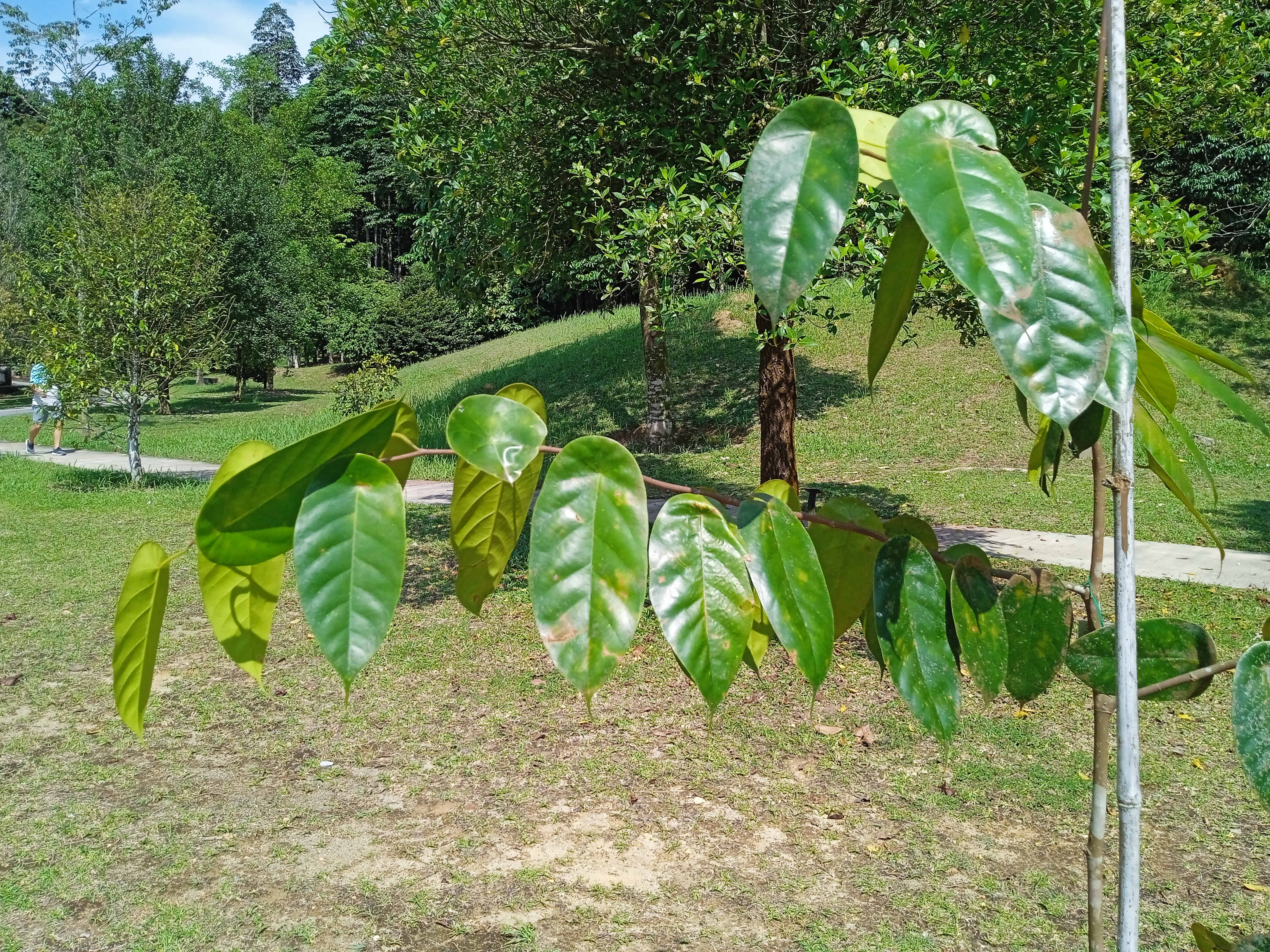